# Het Muizengaatje

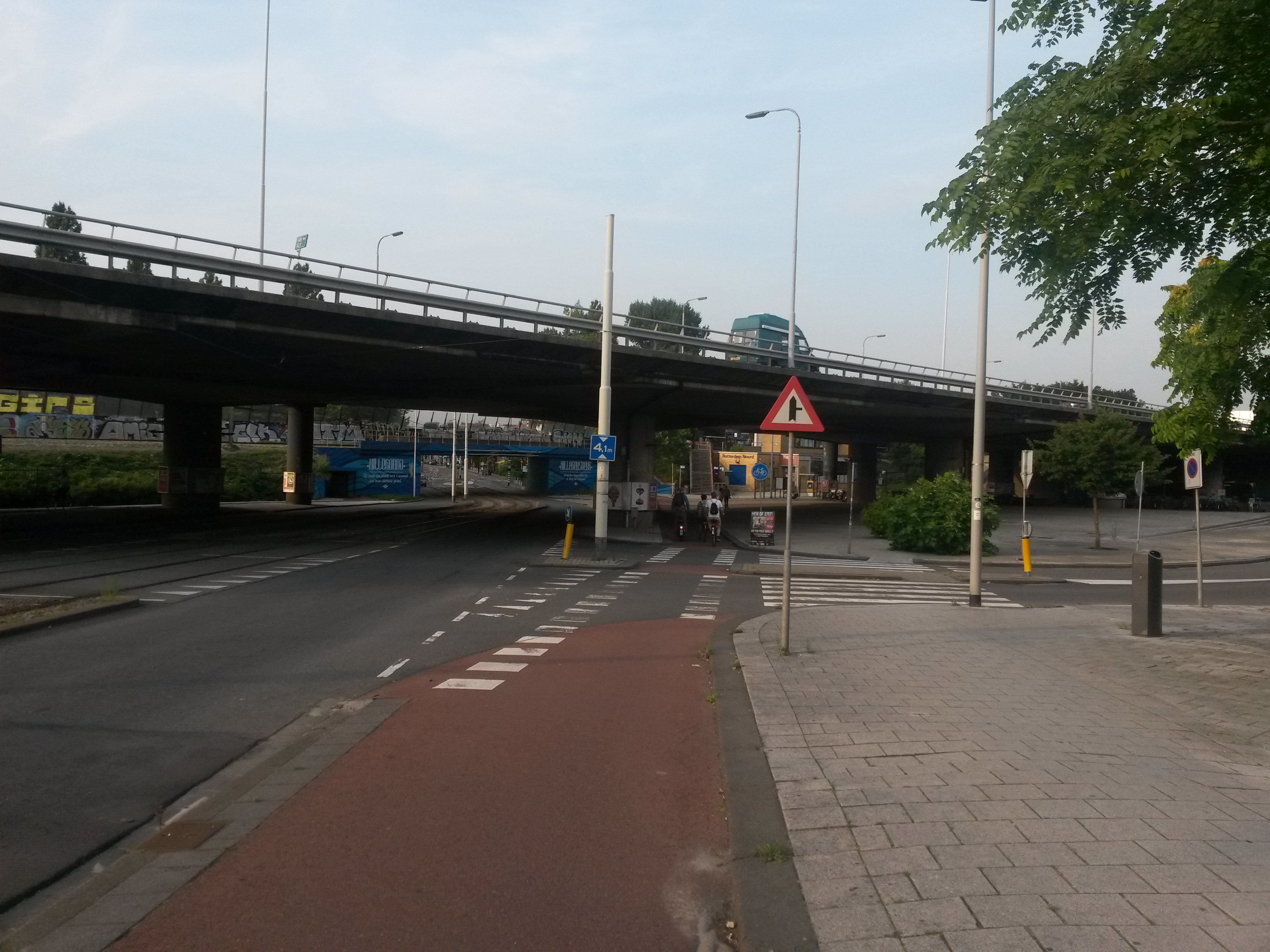
"Het Muizengaatje" vanaf de zuidzijde

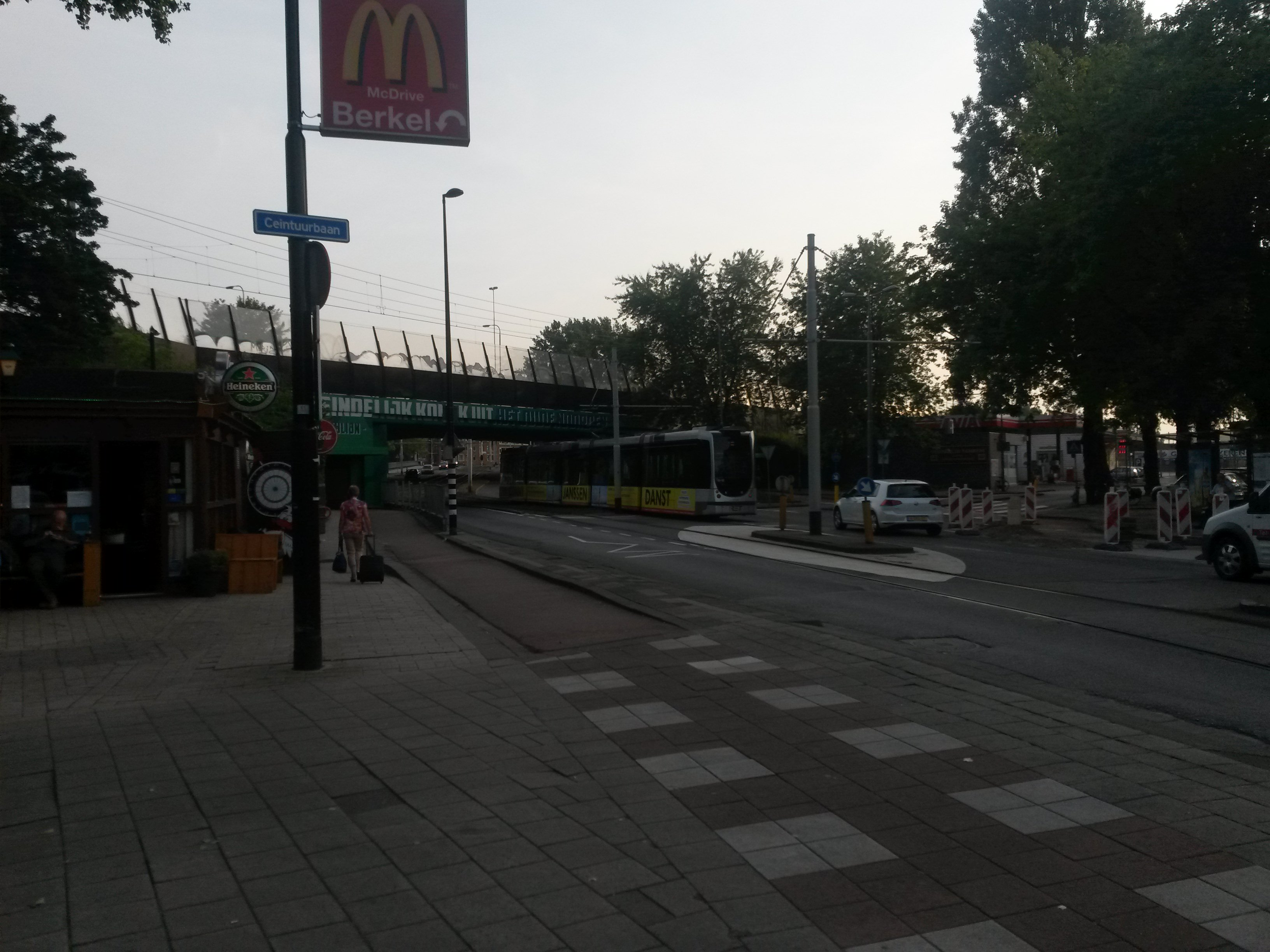
"Het Muizengaatje" vanaf de noordzijde

Het Muizengaatje is de plaats waar in de Nederlandse stad Rotterdam de Bergweg onder de treinbaan door gaat, op de grens van de Rotterdamse stadsdelen Rotterdam-Noord en Hillegersberg-Schiebroek. De naam heeft geen officiële status. Oorspronkelijk reed het auto- en tramverkeer – sedert 1927 elektrisch – over hetzelfde traject onder de treinviaduct door waardoor de ter plaatse lager hangende bovenleiding van de tram maandelijks gerepareerd diende te worden omdat een wegvoertuig de draden beschadigd had. Te dien einde hingen er ter plaatse opgerolde stukken koperleiding. In de tachtiger jaren van de twintigste eeuw is het viaduct vervangen door een nieuw treinviaduct dat op de oude landhoofden werd gelegd. Het probleem van de nauwe doorgang werd daardoor niet verholpen; de oplossing daarvan is gevonden in een eigen traject voor het tramverkeer.
In oktober 2013 is het spoorviaduct aan beide zijden beschilderd: aan de Hillegersbergse zijde groen met in wit de tekst "Uiteindelijk kom ik uit het Oude Noorden, dat moet je nooit vergeten. Coen Moulijn", refererend aan de beroemde linksbuiten van Feyenoord die uit het Oude Noorden kwam dat je van die kant binnenrijdt, en aan de Noorderkanaalzijde blauw met in de witte tekst "Hillegonda, Hillegersberg" en "Zij zocht een plaats voor 't souvenir van haar dierbare grond en 't lieve meisje stichtte hier de berg van Hillegond", regels uit het Hillegondalied. Hillegonda is de hoofdpersoon uit de legende die verhaalt van de reuzin die uit haar schort zand stortte ter plaatse van de oude dorpskern van Hillegersberg, waar nu nog de Hillegondakerk en de restanten van het kasteel Huis ten Berghe zijn.
Inmiddels wordt de naam Muizengaatje in ambtelijke stukken gebruikt voor het gebied tussen de Ceintuurspoorlijn en het Noorderkanaal ter hoogte van station Rotterdam Noord. Sinds 2001 ligt in de deelgemeente Noord vlak voor het Muizengaatje onder de A20 een project dat zich laat kwalificeren als landschapsarchitectuur; het is in Nederland een voorbeeldproject geworden voor de inrichting en invulling van een stedelijke restruimte. Voor aanvang van het project was het gebied onder de A20 een verloederd en verwaarloosd terrein dat door de omwonenden als vuilstortplaats werd gebruikt.